# Hirošige
Hirošige Utagawa (japonsky 歌川 広重, Utagawa Hirošige), zvaný též Hirošige Andó (安藤 広重) (1797 Edo – 12. října 1858) byl proslulý japonský malíř a grafik 19. století, jehož práce ve stylu ukijo-e (浮世絵) měly silný vliv na evropské krajinářství, zejména na francouzské impresionisty. V Japonsku i jinde měl mnoho napodobitelů. Jeho dřevořezy mají většinou prosté motivy, jako jsou japonská města, mosty a hory. Většinou jsou doplněny stafáží.

## Život

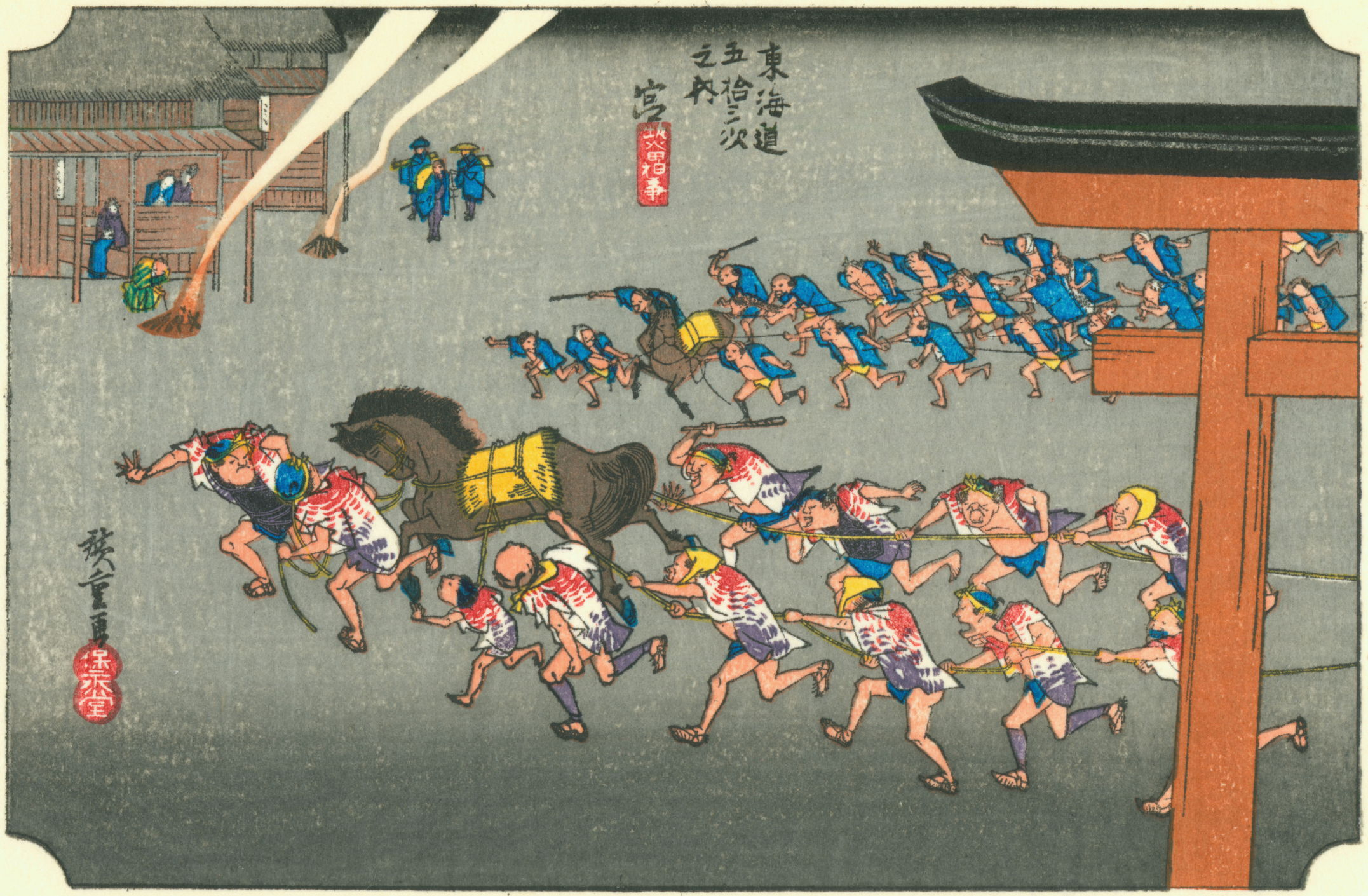
Ceremoniální závod koní ve stanici Mija. Ze série Padesát tři stanic na cestě Tókaidó

Zprávy o jeho životě jsou sporé. Narodil se jako nejstarší syn do rodiny nižšího samurajského stupně jménem Andó, rodné jméno obdržel Tokutaró. Jeho otec Andó Genuemon zastával dědičné místo důstojníka hasičů v Edu, dnešním Tokiu. Kolem roku 1806 seznámil Hirošiga amatérský malíř Okadžima Rinsai s malířským stylem Kanóm, vycházejícího z čínské tradice. V roce 1809 mu zemřeli oba rodiče, a tak se jako dvanáctiletý stal hlavou rodiny Andó. Ještě před smrtí mu otec předal svou funkci v hasičském sboru. Asi dva roky poté se Hirošige stal žákem malíře jménem Utagawa Tojohiro, čelného představitele školy ukijo-e. Vzhledem k jeho talentu mu Tojohiro v roce 1812 povolil užívat rovněž příjmení Utagawa, což byl název školy, a signovat své práce jménem Hirošige. Předpona „hiro“ byla odvozena z Tojohirova jména.
Poprvé se Hirošige oženil v roce 1821, když si vzal dceru kolegy hasiče. Ovdověl osmnáct let poté. V roce 1847 se oženil podruhé. Manželka se jmenovala Jasu, pocházela z rodiny sedláka a byla přibližně o 15 let mladší. Z prvního manželství měl syna Nakadžiró, kterému v roce 1832 předal svůj úřad a cele se věnoval výtvarné činnosti. S druhou manželkou adoptovali dívku Tacu, která se později postupně provdala za dva Hirošigovy žáky, Hirošiga II. a Hirošiga III.
V létě 1832 pravděpodobně doprovázel šógunovo poselstvo, které jako každoročně dopravovalo do císařova sídla v Kjótu koně jako tribut. Po návratu do Eda zpracoval jednu ze svých nejslavnějších sérií dřevorytů – Padesát tři stanic na cestě Tókaidó. Roku 1849 se odstěhoval do města Kanóšindó v okrese Nakabaši. Vypůjčil si peníze a postavil si tam dům. V roce 1856 přijal tonzuru a stal se buddhistickým mnichem. To mu ale nebránilo v další profesní činnosti. Hirošige zemřel v říjnu 1858, pravděpodobně na choleru. Pohřben byl v buddhistickém chrámu v Asakuse, což je dnes čtvrť Tokia.

## Dílo

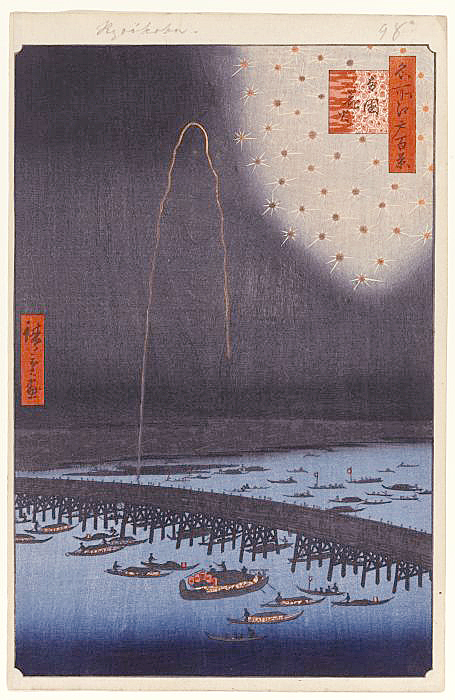
Ohňostroj u mostu Rjógoku. Ze série Sto pohledů na slavná místa v Edu

Hirošige je spolu s Hokusaiem považovaný za nejvýznamnějšího japonského krajináře. Tvořil v intencích stylu ukijo-e, což znamená „obrazy probíhajícího, pomíjivého života“. Jeho tvorba vycházela vstříc požadavkům střední třídy, která v 19. století nacházela zálibu v poutích k buddhistickým svatyním i výletech za přírodními zajímavostmi. Měšťané v dřevorytech nacházeli inspiraci k cestám nebo si jejich prostřednictvím oživovali vzpomínky na vykonané pouti. Hirošige ale také kreslil žánrové výjevy: herce a gejši v jejich prostředí, divadelní scény, trhy, každodenní život na jednotlivých stanicích. Právě v těchto případech se na jeho obrázcích někdy objevují prvky komična a sarkasmu. Ve svém díle zachytil i zvířata: ryby a ptáky. Především ale krajina byla Hirošigovou doménou. Dokázal vystihnout její atmosféru, zachytil lijáky, bouře i záři měsíce. Některé jeho obrazy mají poetický náboj. V zobrazení perspektivy se Hirošige zdokonalil pod vlivem holandských mědirytin, které se do Japonska dostávaly z holandské obchodní stanice na ostrově Dedžima. Je otázkou, zda Hirošige všechna zobrazovaná místa navštívil. Pravděpodobnější je, že většinou pracoval na základě obrazových předloh.
Dřevořezy se zpravidla vydávaly v sériích listů, které vycházely postupně. Obyčejně zadal nakladatel některému z kreslířů zakázku, v níž byly specifikovány jednotlivé motivy nebo obsah série. Umělec pak vytvořil kresebnou předlohu. Dřevěné štočky pro tisk nevytvářel on, nýbrž specializovaný řezbář. Za kvalitní provedení tisku byl odpovědný tiskař. Všechny tři vyplácel nakladatel. Kreslíř předloh, jakým byl i Hirošige, stál ve společenské hierarchii na úrovni řemeslníka.

### Hlavní série dřevořezů vytištěných na základě Hirošigových předloh
- 1831: Pohledy na slavná místa východního hlavního města
- 1832–1834: Padesát tři stanic na cestě Tókaidó, vyšlo v mnoha reedicích v upravené podobě
- 1832–1837: Pohledy na slavná místa naší země
- 1834–1835: Osm pohledů z provincie Ómi; Pohledy na slavná místa v Kjótu; Pohledy na slavná místa v Ósace; Šest řek Tama v různých provinciích
- 1835–1842: Šedesát devět stanic silnice Kiso; Prvotřídní restaurace a čajovny v Edu
- 1853: Pohledy na slavná místa v Edu
- 1853–1858: Pohledy na slavná místa z více než šedesáti provincií
- 1856–1858: Sto pohledů na slavná místa v Edu
- 1858: Zápas kopců a vod
- 1858–1859: Třicet šest pohledů na horu Fudži, dokončil jeho žák Hirošige II.

## Vliv Hirošiga a japonského dřevořezu na evropské malířství

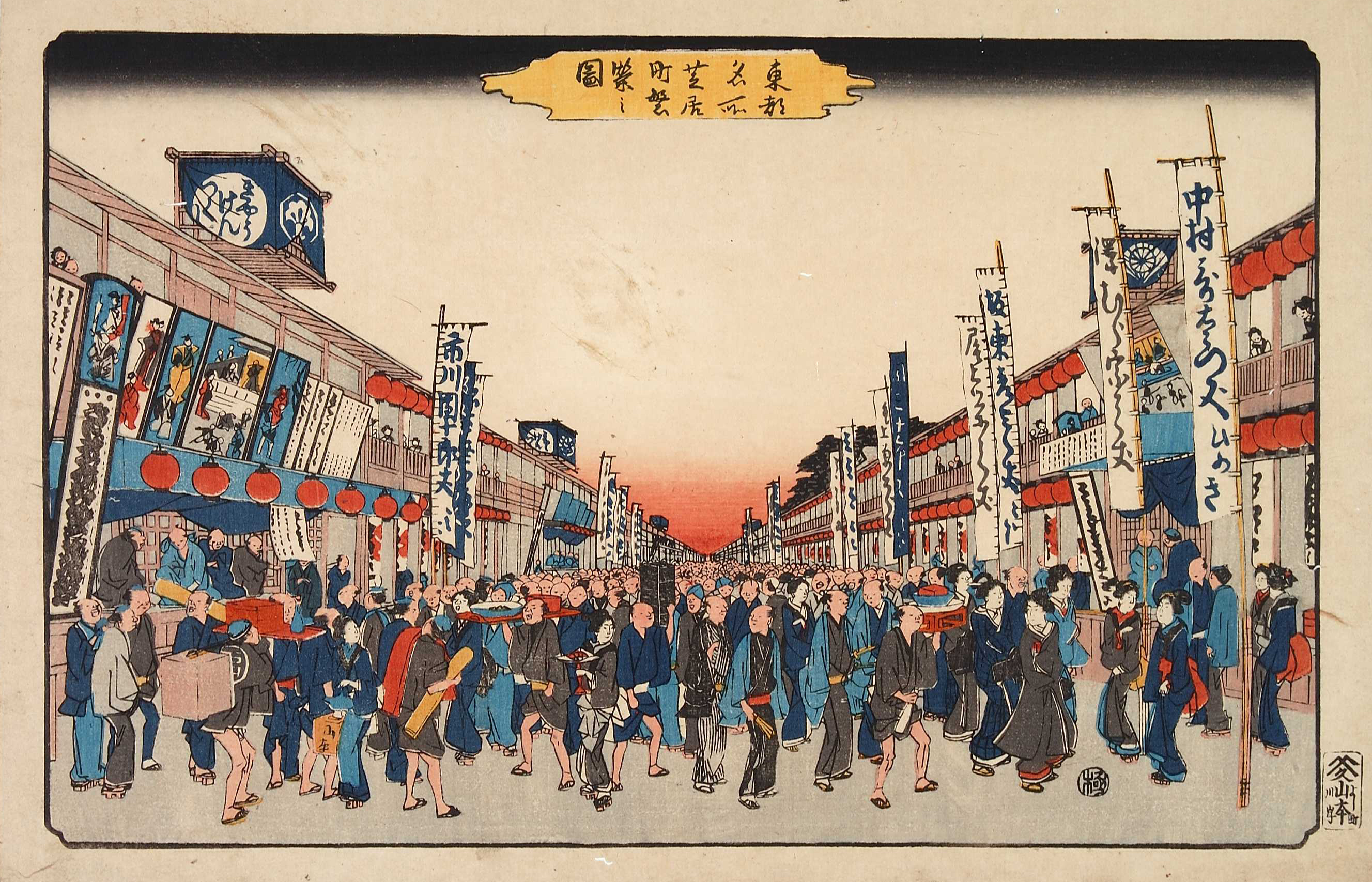
Rušná ulice. Ze série Pohledy na slavná místa východního hlavního města

Existuje názor, že japonský dřevořez měl na evropské moderní umění stejný vliv jako kdysi antika na renesanci. Zájem o Japonsko, jeho životní styl a umění se v Evropě datuje od pařížské světové výstavy 1867. Pro přijímání japonských vlivů do evropské kultury zavedl už v 70. letech 19. století francouzský historik umění Philippe Burty termín japonismus. Japonské dřevořezy se začaly do Francie dovážet ve velkém a vzbudily zájem malířů, kteří se později stali vůdčími postavami moderních tendencí ve výtvarném umění. Vincent van Gogh kopíroval v roce 1887 dva Hirošigovy obrazy: Kvetoucí švestkový strom a Most v dešti. Svého přítele Émila Zolu namaloval Édouard Manet v roce 1868 s japonským dřevorytem na zdi v pozadí a se spisem, v němž hájí Manetovu inklinaci k japonismu, v rukou. Od poloviny 60. let je Manetova inspirace japonskými dřevořezy, zejména pokud jde o uplatnění světlé barevnosti, nesporná. Velkým ctitelem japonského umění ukijo-e, usilujícího o zachycení prchavého okamžiku, byl Claude Monet. U svého domu v Giverny vybudoval zahradu s japonským mostem a interiér obytných místností zdobily desítky dřevořezů od Hirošiga a dalších japonských autorů. Sběratelem japonských dřevořezů byl také Edgar Degas. Inspirovala ho hlavně jejich asymetrická kompozice a mihotavá barevnost. Snad nejvíce ovlivnil Hirošige Jamese Whistlera, amerického malíře žijícího v Paříži a Londýně. Whistler se podílel zásadním způsobem na přijetí japonismu v Anglii.

## Recepce Hirošiga a japonského dřevořezu v Čechách, na Moravě a ve Slezsku
Od 2. poloviny 19. století nacházelo japonské umění odezvu také v Čechách. Na zdejší umělce nejvíce zapůsobili kromě Hirošiga také Hokusai a Ogata Kórin. Podrobně se tomuto procesu, projevujícímu se nejen v malířství, ale i v uměleckém řemesle a architektuře, věnovala ve své monografii Markéta Hánová. Nejvýraznějším představitelem japonismu v Čechách byl malíř Emil Orlik, kterého jeho zájem zavedl až do Japonska. Pod vlivem japonských výtvarníků vytvářel barevné lepty v prvním desetiletí 20. století Vojtěch Preissig. Japonizující motivy ve větší či menší míře nalezneme i v tvorbě malířů T. F. Šimona, Maxe Švabinského (obraz Rajky, 1904), Josefa Váchala nebo pohádkových ilustracích Artuše Schreinera.

## Galerie

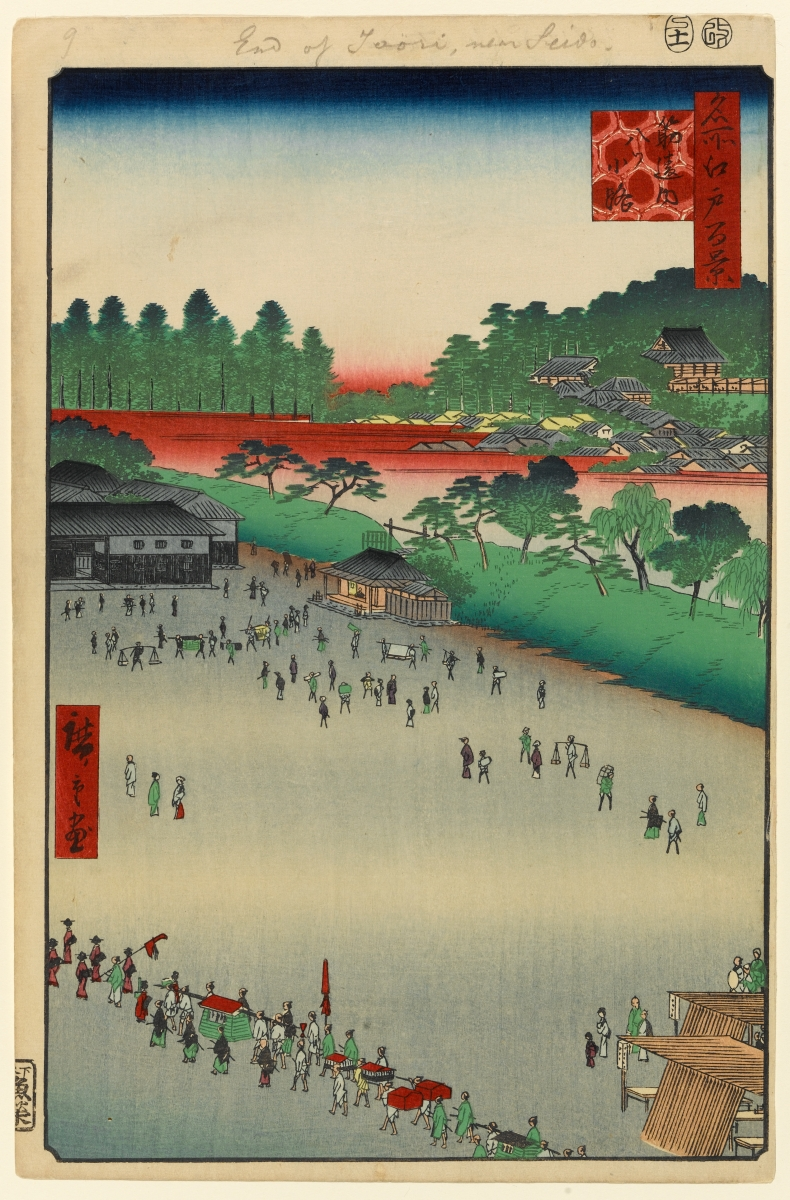
Jacukodži, uvnitř brány Sudžikai. Ze série Sto pohledů na slavná místa v Edu.
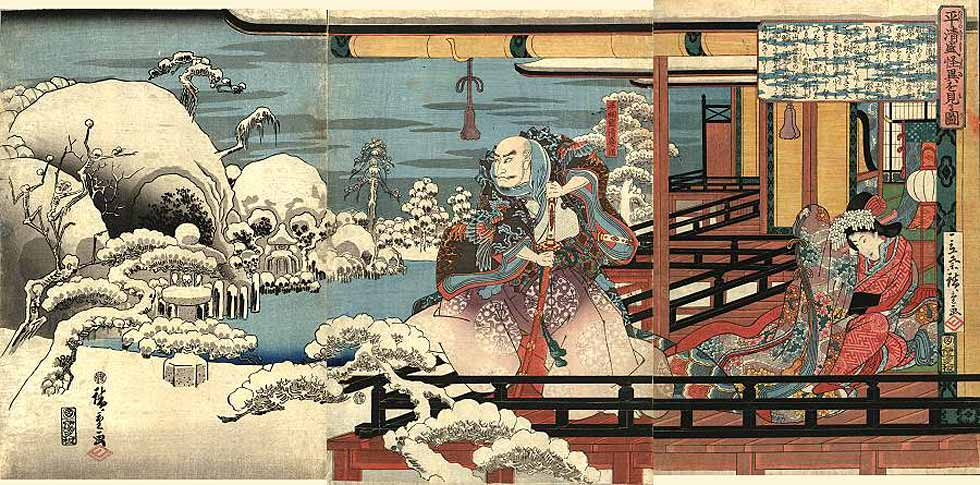
Kijomori Taira (平清盛) sleduje nadpřirozené jevy. Triptych Óban.
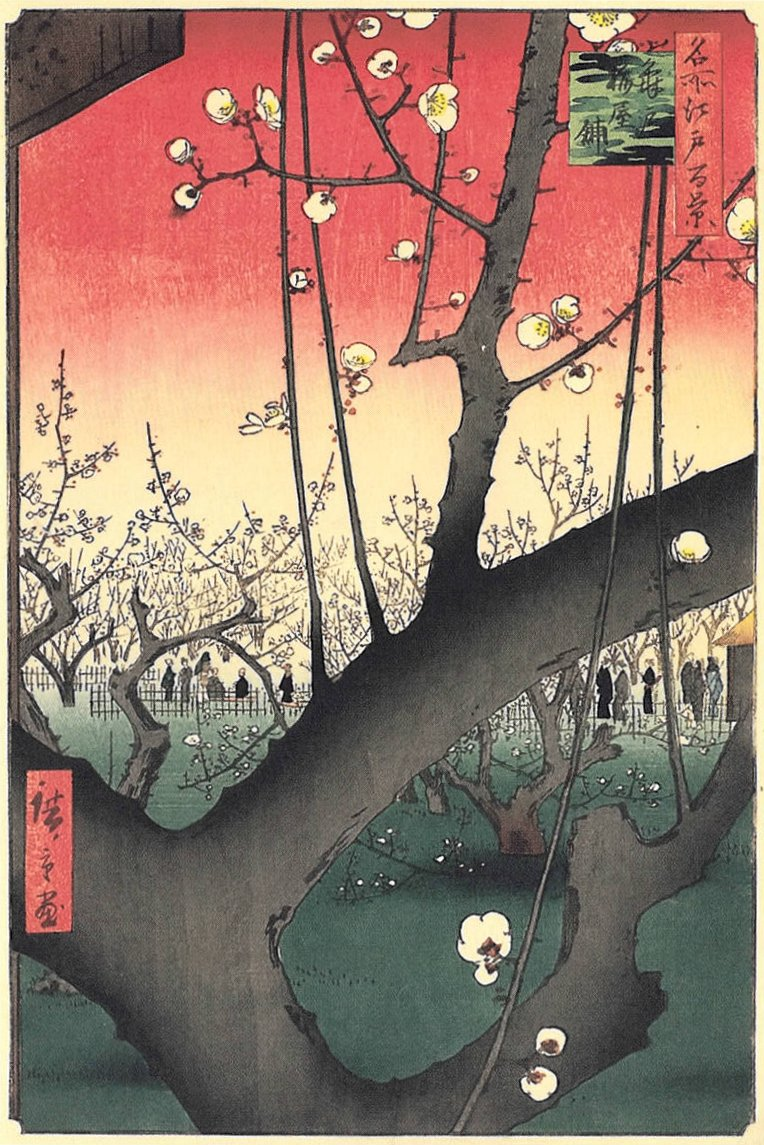
Švestková zahrada v Kameido. Ze série Sto pohledů na slavná místa v Edu.
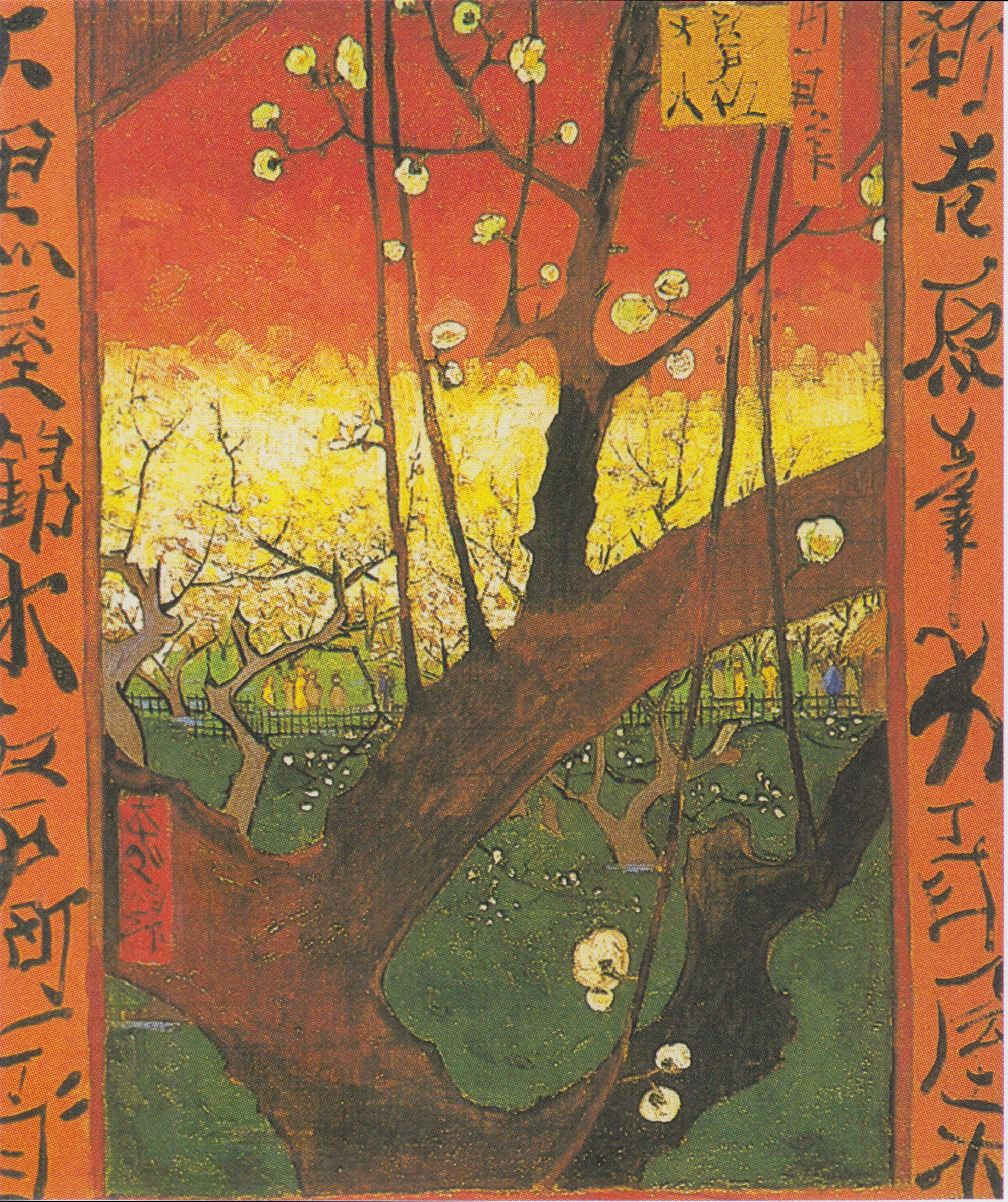
Vincent van Gogh, Kvetoucí švestka (1887). Kopie Hirošigeova obrazu.
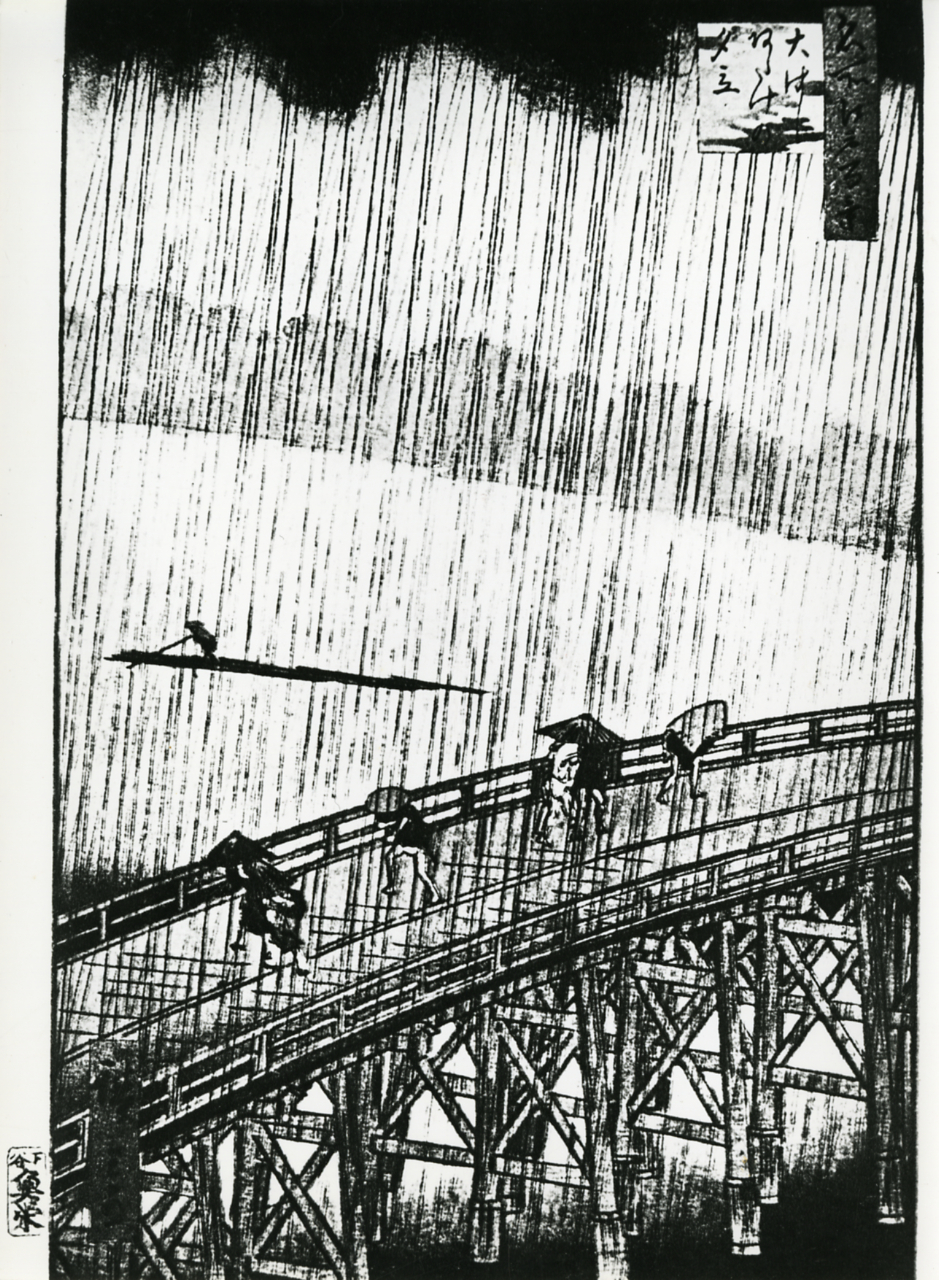
Večerní déšť u velkého mostu.
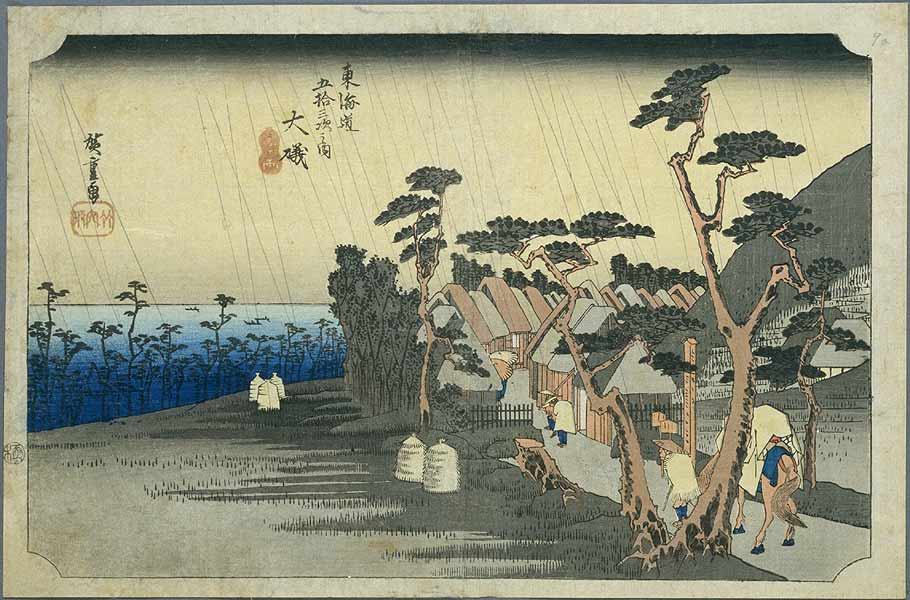
Stanice Oiso. Ze série Padesát tři stanic na cestě Tókaidó